# Шагинова, Вера Григорьевна
 Вера Григорьевна Шагинова (12 сентября 1916—1996) — крановщица Махачкалинского морского порта Министерства морского флота СССР (Дагестанская АССР). Герой Социалистического Труда.

## Биография
Родилась 12 сентября 1916 года в селе Осовины ныне Ленинского района Республики Крым в многодетной семье рыбака. Русская.
Окончила 5 классов школы. В 1935 году окончила школу трактористов в городе Евпатория (ныне - Республика Крым). Работала трактористкой, а с 1938 года - шофером в машинно-тракторной станции (МТС). В 1942 году вступила в ВКТТ(б)/КПСС.
Во время Великой Отечественной войны вывозила с полуострова Крым семьи эвакуированных. Когда под городом Армавир Краснодарского края колонна попала под бомбёжку, была контужена, но довезла беженцев до города Минеральные Воды ныне Ставропольского края. После лечения попала в Махачкалу (Дагестанская АССР, ныне - Республика Дагестан), работала шофёром.
С марта 1944 по 1968 год - крановщица Махачкалинского морского торгового порта. Прекрасно изучив технологию погрузочно-разгрузочных работ, стабильно выполняла производственные нормы на 120-130 процентов, а на перегрузке хлопка и некоторых других грузов добивалась ещё более высоких показателей. Внесла ряд рационализаторских предложений по использованию мощности машины. Так, предложенный ею барабан для механической намотки токоподводящего кабеля был применён на многих кранах в каспийских портах. Удостоена звания «Лучший крановщик Министерства морского флота».
Указом Президиума Верховного Совета СССР от 7 марта 1960 года в ознаменование 50-летия Международного женского дня, за выдающиеся достижения в труде и особо плодотворную общественную деятельность Шагиновой Вере Григорьевне присвоено звание Героя Социалистического Труда с вручением ордена Ленина и золотой медали «Серп и Молот».
Активно участвовала в общественной работе, являясь председателем женсовета порта, членом портового комитета профсоюза и депутатом Верховного Совета Дагестанской АССР.
Делегат XXII съезда КПСС (1961). Избиралась членом Махачкалинского горкома КПСС, депутатом Верховного Совета Дагестанской АССР.
С 1968 года - на пенсии.
Жила в городе Махачкала. На общественных началах работала членом женсовета и членом Совета ветеранов труда города Махачкалы. Умерла в 1996 году.

## Награды
- Золотая медаль «Серп и Молот» (07.03.1960);
- Орден Ленина (07.03.1960)
- Медаль «За трудовую доблесть» (06.12.1957)
- Медаль «За трудовое отличие» (05.11.1954)
- Медаль «В ознаменование 100-летия со дня рождения Владимира Ильича Ленина» (6 апреля 1970)
- и другими

## Память
- Герои Социалистического Труда